# Colin Dowdeswell
Colin Dowdeswell (ur. 12 maja 1955 w Londynie) – brytyjski tenisista, reprezentant Wielkiej Brytanii i Rodezji w Pucharze Davisa, przez pewien czas rezydent Szwajcarii.

## Kariera tenisowa
Dowdeswell był zawodnikiem praworęcznym, trenował pod kierunkiem matki; cieszył się opinią gracza o silnej psychice, walecznego, ze szczególnie dobrą grą wolejową. Urodzony w Londynie, w dzieciństwie przeniósł się do Salisbury w Rodezji (obecnie Zimbabwe), łącząc przez pewien czas tenisowe treningi ze studiami na University of the Witwatersrand.
W 1973 roku zaliczał się do ścisłej światowej czołówki juniorów – doszedł w tymże sezonie do dwóch finałów juniorskiego wielkiego szlema, na Wimbledonie i w US Open, w obu ulegając Billy’emu Martinowi. Debiutował ponadto w 1973 roku w zawodach wielkoszlemowych wśród seniorów, odpadając jednak w I rundzie Wimbledonu z Deonem Joubertem.
W 1974 roku Dowdeswell finał zawodów rangi ATP World Tour Dublinie, wygrywając w deblu razem z Johnem Yuillem oraz. W 1975 roku odniósł swoje jedyne zwycięstwo singlowe w cyklu ATP World Tour, po finałowym zwycięstwie w Stambule z Ferdim Tayganem. W tym samym roku osiągnął cztery deblowe finału, w tym finał Wimbledonu. Partnerem deblowym Brytyjczyka był Allan Stone. W spotkaniu o tytuł debliści ponieśli porażkę z parą Vitas Gerulaitis–Sandy Mayer 5:7, 6:8, 4:6.
W 1976 roku Dowdeswell awansował do finału gry mieszanej we French Open, gdzie startował z Linky Boshoff. Para przegrała mecz finałowy z Ilanie Kloss i Kimem Warwickiem 7:5, 6:7, 2:6. Również w 1976 roku doszedł do półfinału US Open, partnerując Chrisowi Kachelowi.
W 1977 roku Dowdeswell doszedł do dwóch finałów turniejów w grze podwójnej, w Kitzbühel miał za partnera Chrisa Kachela, natomiast w Gstaad Boba Hewitta. Ponadto z Kachelem był w ćwierćfinale US Open.
W 1978 roku Dowdeswell doszedł do finału w Johannesburgu, eliminując m.in. Colina Dibleya i Guillermo Vilasa. W grze podwójnej wygrał dwa turnieje w parze Jürgenem Fassbenderem oraz osiągnął finał w Toronto z Heinzem Günthardtem i finał Lagos z Geoffem Mastersem.
W 1981 roku, mając za sobą doświadczenie jako skarbnik w zrzeszeniu tenisistów zawodowych ATP, Dowdeswell zdecydował się zawiesić swoją karierę i podjąć pracę w dużej firmie brokerskiej w Londynie. Powrócił jednak do zawodowego tenisa w 1983 roku. Doszedł w tymże roku po raz drugi do finału w Johannesburgu, ponosząc porażkę z Johanem Kriekiem. W grudniu 1983 roku awansował na 31. miejsce w rankingu ATP, najwyższe w karierze. Dowdeswell powrócił zarazem do startów deblowych triumfując w 1983 roku w Tel Awiwie z Węgrem Zoltánem Kuhárszkym, w 1985 roku w Palermo z Joakimem Nyströmem i w Johannesburgu Christo Van Rensburgiem, w 1986 roku w Mediolanie z Christo Steynem.
W Pucharze Davisa Dowdeswell bronił barw dwóch reprezentacji, w 1976 roku Rodezji, a po 1983 roku Wielkiej Brytanii. Bilans jego pojedynków, łącznie dla obu zespołów, wynosi siedem zwycięstw i cztery porażki.
Po 1986 roku Dowdeswell pracuje w sektorze bankowym, od 1994 w Merrill Lynch Private Banking, w tym jako wiceprezydent ds. inwestycyjnych od 2004 roku. W 1987 roku uzyskał dyplom magisterski w European Business School we Francji. Od 1990 roku był również dyrektorem ds. sportowych elitarnego londyńskiego Hurlingham Club.

### Finały w turniejach ATP World Tour

#### Zwycięzca
gra pojedyncza (1):
- 1975 Stambuł

gra podwójna (11):
- 1974 Dublin (z Johnem Yuillem)
- 1978 Berlin, Sarasota (oba z Jürgenem Fassbenderem)
- 1979 Johannesburg (z Heinzem Günthardtem), Stuttgart (korty ziemne, z Frewem McMillanem)
- 1980 Gstaad (z Ismailem El Shafeim), Stuttgart (korty ziemne, z Frewem McMillanem)
- 1983 Tel Awiw-Jafa (z Zoltánem Kuharszkym)
- 1985 Palermo (z Joakimem Nyströmem), Johannesburg (z Christo Van Rensburgiem)
- 1986 Mediolan (z Christo Steynem)

#### Finalista
gra pojedyncza (3):
- 1974 Dublin
- 1978 Johannesburg
- 1983 Johannesburg

gra podwójna (17):
- 1975 Stambuł (z Johnem Feaverem), Gstaad (z Kenem Rosewallem), Wimbledon (z Allanem Stone’em), Birmingham (z Johnem Yuillem)
- 1976 Kolonia (z Mikiem Estepem), Norymberga, Barcelona (oba z Paulem Kronkiem)
- 1977 Gstaad (Båstad?, z Bobem Hewittem), Kitzbühel (z Chrisem Kachelem)
- 1978 Lagos (z Geoffem Mastersem), Toronto (z Heinzem Günthardtem)
- 1980 Johannesburg (z Heinzem Günthardtem)
- 1983 Gstaad (z Wojciechem Fibakiem), Kitzbühel (z Zoltánem Kuharszkym)
- 1984 Kitzbühel (z Wojciechem Fibakiem), Tel Awiw-Jafa (z Jakobem Hlaskiem)
- 1986 Nicea (z Garym Donnellym)

gra mieszana (1):
- 1976 French Open (z Linky Boshoff)